# Круглое (озеро, Севастополь)
Круглое (укр. Кругле) — бывшее озеро, располагавшееся на крайнем западе Гагаринского района Севастополя, ныне фактически часть Круглой бухты. Площадь — 0,05 км² Тип общей минерализации — солёное. Происхождение — лиманное. Группа гидрологического режима — бессточное.

## География
Входит в Херсонесскую группу озёр. Площадь водосборного бассейна — 0,92 км². Длина — 320 м. Ширина наибольшая — 200 м. Глубина наибольшая — 1,0 м. Высота над уровнем моря: −0,4 м. Ближайший населённый пункт — Севастополь.
Озеро Круглое было отделено от Чёрного моря песчаной пересыпью (перешейком с пляжем). Расположено севернее перекрестка проспекта Героев Сталинграда и улицы Героев Бреста, у микрорайона Севастополя Камышевая бухта, расположенного юго-западнее озера. Озёрная котловина водоёма расположена в устье короткой балки, котловина неправильной округлой удлинённой формы, вытянутая с севера на юг. Берега пологие. Реки не впадают. Из-за разрытого перешейка стало частью Круглой бухты, а грязи в 1980-х были засыпаны песком. Западный берег занят пляжем, восточный — лодочной станцией.
Солёность рапы в летний период достигает 7-10 %, состав вод морской. Донные отложения ранее были представлены серыми засоленными илами мощностью 1,5-3 м. Верхний слой илов тёмный, состав мелкозернистый с обломками ракушек.
Среднегодовое количество осадков — около 400 мм. Питание: морские воды, поверхностный сток мал и наблюдается редко. Постоянных выходов подземных вод нет.